# Regimento Interno da Câmara dos Deputados do Brasil
O Regimento Interno da Câmara dos Deputados é o conjunto de normas que regem o funcionamento da instituição.

## História

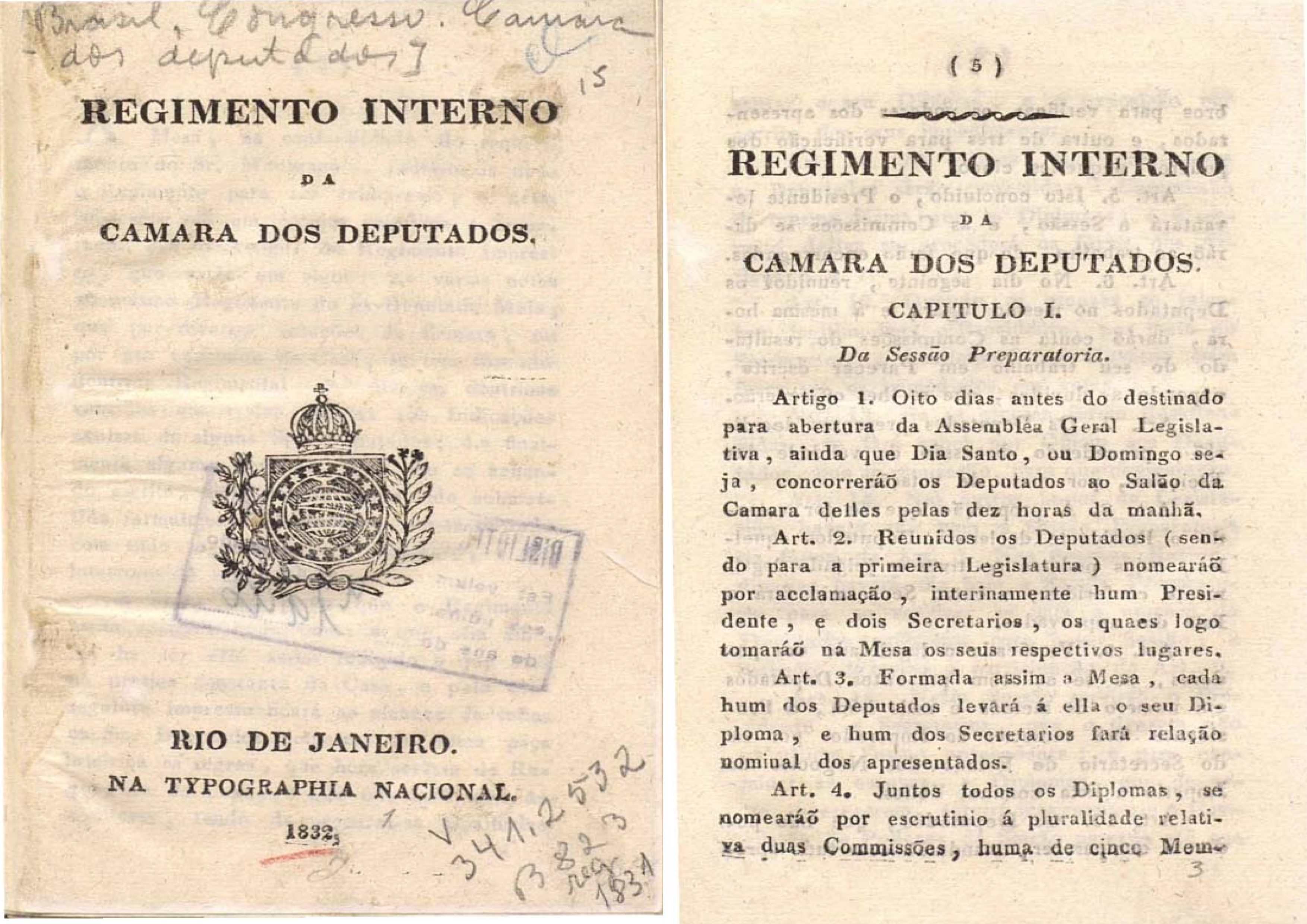
Regimento de 1832.

Em diferentes épocas a casa tem promulgado seus regimentos internos para acompanhar as necessidades e evoluções do direito brasileiro. Entre os quais elencam-se o Regimento promulgado no paço da Câmara dos  deputados em 10 de setembro de 1870 e publicado pela Tipografia Nacional em 1874; regimento com as alterações de 1899 e o Regimento com as reformas de  28 de dezembro de 1907

### Regimento atual

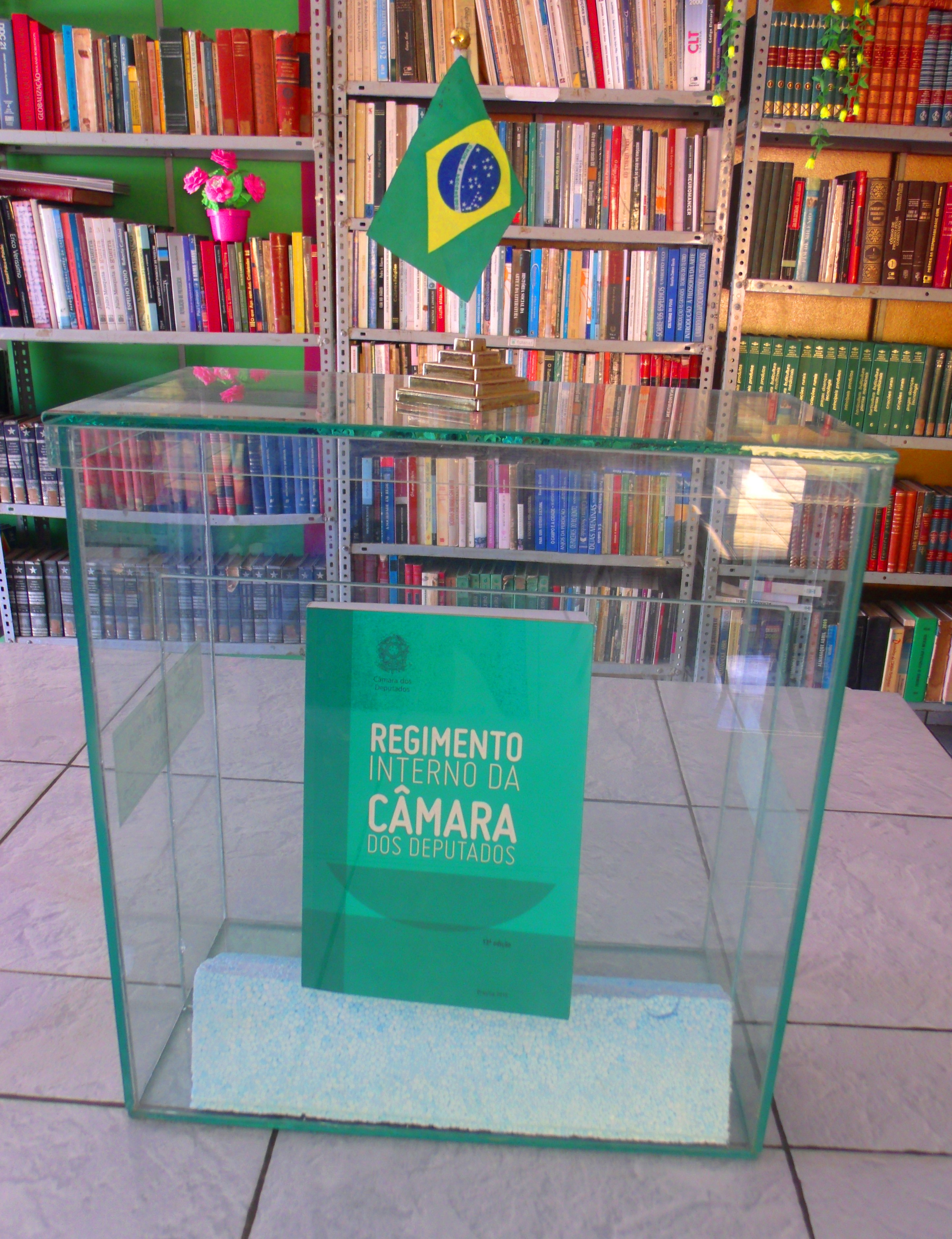
Regimento atual em exposição numa biblioteca municipal no Piauí

O Regimento Interno atual foi instituído por meio da Resolução nº 17, de 21 de setembro de 1989.

## Finalidade legal
Em síntese, o Regimento Interno da Câmara dos Deputados constitui um conjunto de normas e princípios que fundamentam as funções legislativas (consistentes na elaboração de leis definidas como de competência do Legislativo Federal, conforme preceitos constitucionais); administrativas (consistentes na elaboração de medidas que destinam-se à organização dos serviços internos, tais como composição da Mesa Diretora, constituição das comissões, bancadas partidárias, organização do funcionalismo, estruturação e organização de seus serviços auxiliares) e fiscalizadoras (consistentes na fiscalização e controle dos atos do Poder Executivo, assim como de atos de representantes da administração pública) do parlamento federal.